# Mizan Zainal Abidin
Mizan Zainal Abidin ibni Sultan Mahmud al-Muktafi Billah Shah (jawi : ميزان زين العابدين ابن سلطان محمود المكتفي بالله شاه), né le 22 janvier 1962 à Kuala Terengganu (Malaisie), est un homme d'État malaisien, sultan de l'État de Terengganu depuis 1998 et 13e roi de Malaisie (Yang di-Pertuan Agong) de 2006 à 2011. Il est la deuxième plus jeune personne à occuper ce poste après Harun Putra, rajah de Perlis et roi de Malaisie de 1960 à 1965.
Bien qu'il ne soit pas chérif, le sultan Mizan Zainal Abidin est un descendant des Hachémites par son arrière-arrière-grand-père maternel : Syed Omar Aljunied, un négociant yémenite de Tarim venu s'installer à Singapour vers 1820.
Le 11 juin 2010, il inaugure la mosquée qui porte son nom à Putrajaya.

## Titulature
- 22 janvier 1962 - 15 mai 1998 : Son Altesse royale le prince Mizan Zainal Abidin ibni Sultan Mahmud al-Muktafi Billah Shah (naissance).
- depuis le 15 mai 1998 : Son Altesse royale le sultan de Terengganu.
- 13 décembre 2006 - 13 décembre 2011 : Sa Majesté le roi de Malaisie.